# (8933) Kurobe
(8933) Kurobe est un astéroïde de la ceinture principale.

## Description
(8933) Kurobe est un astéroïde de la ceinture principale. Il fut découvert le 6 janvier 1997 à Chichibu par Naoto Satō. Il présente une orbite caractérisée par un demi-grand axe de 2,86 UA, une excentricité de 0,07 et une inclinaison de 3,0° par rapport à l'écliptique.

## Compléments